# فيصل ساكا
فيصل ساكا (بالإنجليزية: Faisal Saaka)‏ (ولد في 5 مايو 2002 في أكرا، غانا) لاعب كرة قدم غاني يجيد اللعب في مركز الوسط المحوري. يلعب حاليا لصالح نادي تي بي مازيمبي الكونغولي الديمقراطي منذ 2022.